# Уърли
Уърли (на английски: Worley) е град в окръг Кутни, щата Айдахо, САЩ. Уърли е с население от 223 жители (2000) и обща площ от 0,5 km². Намира се на 811 m надморска височина. ЗИП кодът му е 83876, а телефонният му код е 208.